# Тинн, Джон, 4-й маркиз Бат
Джон Александр Тинн, 4-й маркиз Бат (англ. John Alexander Thynne, 4th Marquess of Bath; 1 марта 1831 — 20 апреля 1896) — британский аристократ, землевладелец и дипломат, титулованный как виконт Уэймут с марта по июнь 1837 года.

## История и образование
Родился 1 марта 1831 года в Сент-Джеймс, Вестминстер. Старший сын Генри Фредерика Тинна, 3-го маркиза Бата (1797—1837), и его жены, достопочтенной Гарриет Бэринг (1804—1892), второй дочери Александра Бэринга, 1-го барона Ашбертона, и Энн Луизы Бингэм.
24 июня 1837 года после смерти своего отца Джон Тинн унаследовал титул 4-го маркиза Бата в возрасте всего лишь шести лет. Он получил образование в Итонском колледже и колледже Крайст-Черч, Оксфорд. Он был набожным англо-католиком и решительным противником Закона о регулировании общественных богослужений 1874 года, который стремился подавить ритуализм в Англиканской церкви.

## Карьера
Маркиз Бат занимал должность чрезвычайного посланника при коронации португальского короля Педру V 27 мая 1858 года и чрезвычайного посланника при коронации императора Франца-Иосифа I в качестве короля Венгрии 25 июля 1867 года.
С 1874 по 1893 год он был попечителем Национальной портретной галереи, а также попечителем Британского музея в 1883 году. Он был председателем совета графства Уилтшир и, будучи заместителем лейтенанта Сомерсета с 1853 года, был назначен лордом-лейтенантом Уилтшира в 1889 году, должность, которую он занимал до своей смерти в 1896 году.
Он служил казначеем лазарета Салопа в Шрусбери в 1865 году.
Берия Ботфилд, который робко утверждал, что имеет семейную связь с Тиннами, оставил маркизу Бату после его смерти в 1863 году свои коллекции ранних печатных и цветных книг и картин, включая голландские пейзажи, которые в основном остались в Лонглит-хаусе.

## Семья и смерть
20 августа 1861 года лорд Бат женился на Фрэнсис Изабелле Кэтрин Вески (26 мая 1840 — 31 октября 1915), дочери Томаса Вески, 3-го виконта де Вески, и леди Эммы Герберт. У них было шестеро детей:
- Томас Генри Тинн, 5-й маркиз Бат (15 июля 1862 — 9 июня 1946), старший сын и преемник отца
- Леди Элис Эмма Тинн (1864 — 26 января 1942), замужем в 1883 году за сэром Майклом Шоу-Стюартом, 8-м баронетом (1854—1942).
- Леди Кэтрин Джорджина Луиза Тинн (22 июля 1865 — 4 марта 1933), в 1901 году вышла замуж за Эвелина Бэринг, 1-го графа Кромера (1841—1917), от брака с которым у неё был один сын.
- Лорд Джон Ботвилл Тинн (27 мая 1867 — 19 мая 1887), умер молодым и неженатым.
- Леди Беатрис Тинн (27 мая 1867 — 5 декабря 1941), умерла незамужней. Она была наследницей своего брата Александра, включая поместье Черч-Стреттон, которое после ее смерти перешло к ее племяннику Генри, виконту Уэймуту[4].
- Подполковник лорд Александр Джордж Ботвилл Тинн[англ.] (17 февраля 1873 — 14 сентября 1918)[5], который был членом парламента от Бата[5], командовал 6-м Королевским Уилтширским полком[5]. Был награжден Военным крестом (Франция). Погиб в бою[5], будучи холостым[5].

4-й маркиз Бат скончался в 1896 году в возрасте 65 лет в Италии и был похоронен в Лонгбридже Деверилл, графство Уилтшир. Ему наследовал его старший сын, Томас Генри Тинн, 5-й маркиз Бат.